# Wilfried Vandaele
Pour les articles homonymes, voir Vandaele.
Wilfried Vandaele, né le 5 juin 1959 à Bruges est un homme politique belge flamand, membre de la N-VA. De juillet à octobre 2019, il est président du Parlement flamand.
Il est licencié  en philologie germanique, en sciences de presse et de communication et agrégé de l'enseignement moyen supérieur.

## Fonctions politiques
- depuis le 1er janvier 2019 : bourgmestre du Coq
- 13 juillet 2009 - 8 juin 2024 : député au Parlement flamand (en replacement de Geert Bourgeois)
- juillet 2014 - décembre 2018 : Sénateur communautaire
- 13 juillet 2019 - 2 octobre 2019 : président du Parlement flamand[1]